# Lista över egyptiska dagstidningar
Detta är en lista över dagstidningar i Egypten.  

## På arabiska
- Gornaly.com
- AfaqArabia
- Al Ahram
  - Al Ahram Al Arabiya (finns i flera arabiska länder)
  - Al Ahram Al Duwali (internationell utgåva i Europa, USA, Kanada)
  - Al Ahram Al Masa'y (kvällspress)
- Akhbar El Yom
  - Al Akhbar
  - Akher Saa
  - Al Youm El Sabea
  - Akhbar El Nogoom
  - Akhbar El Hawadeth
  - Akhbar El Adab
  - Akhbar El Riada
- Al Gomhuria
  - Al Masaa
  - Al Kora wal Malaeb
  - Shashaty
  - Aqedaty
  - Publicerar också Egyptian Gazette på engelska och Le Progrès Egyptien på franska
- Al Qahira
- Al Shaab
- Al-Shorouk
- Almasry Alyoum
- Al Watany Alyoum
- Elaph
- Nahdet Masr
- El Ahaly
- El Ahrar
- El Araby
- El Dostour
- El Esbou'
- El Karama
- El Wafd
- El Fagr
- Naseej News
- Rose al-Yūsuf
- Rai Al shaab
- Shbab Misr
- Sut El Umma
- El Zamalek

## På armeniska
- Arev
- Housaper
- Tchahagir

## På engelska
- Al-Ahram Weekly
- Business Today Egypt
- Daily News Egypt
- Egypt Daily News
- Egypt Today
- The Egyptian Gazette
- Egyptian Mail
- Middle East Times

## På franska
- Al-Ahram Hebdo
- Le Progrès Egyptien